# أرز أطلسي
الأرز الأطلسي  (الإسم العلمي:Cedrus libani subsp. atlantica) هو نوع من النباتات يتبع جنس الأرز من الفصيلة الصنوبرية. ينتشر في سلسلة جبال الأطلس في المغرب والجزائر، إضافة إلى سلسلة جبال الريف في شمال المغرب.

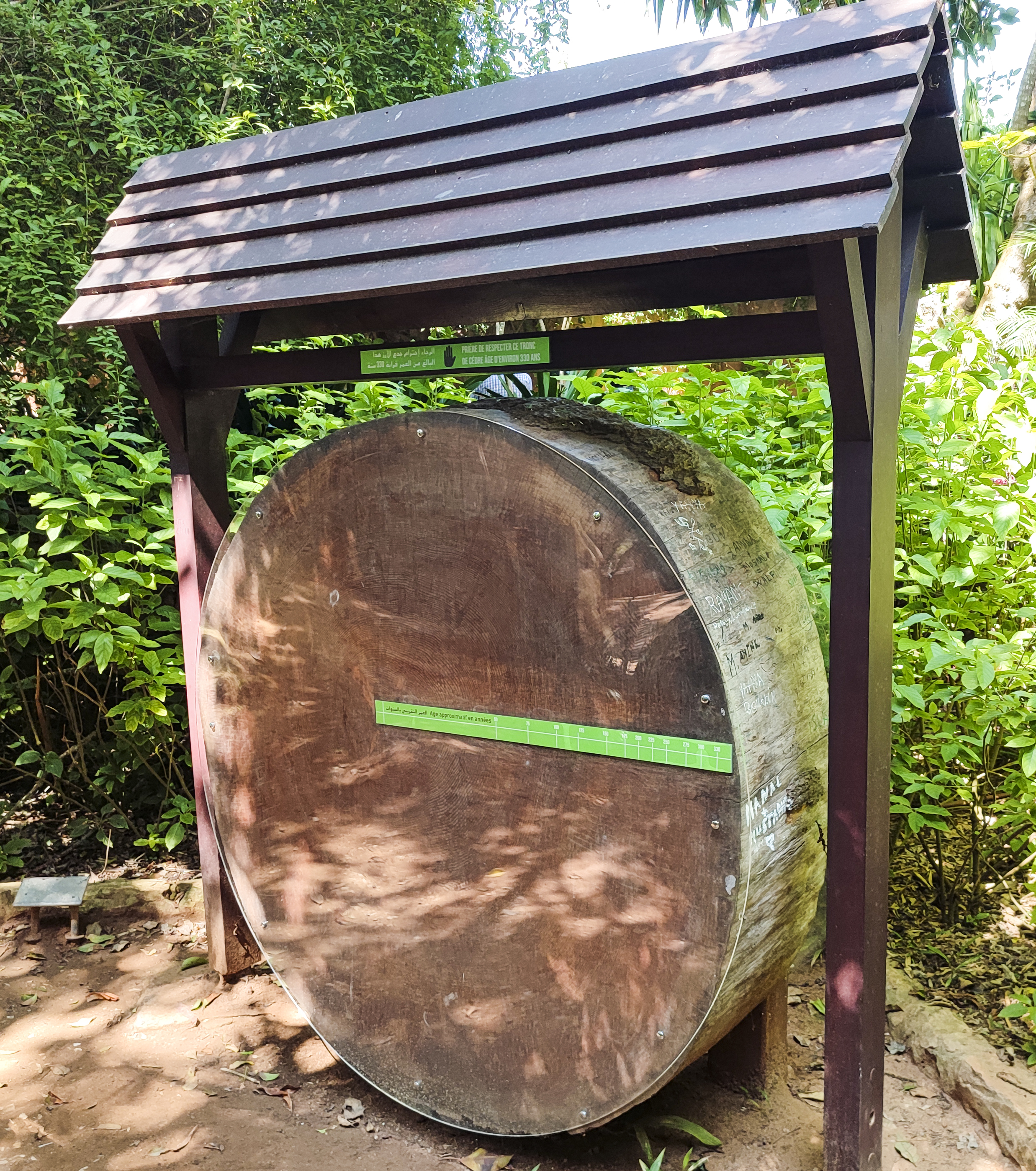
جذع شجرة أرز أطلسي يتجاوز عمرها 300 سنة بالحدائق العجيبة لبوقنادل.

## الوصف

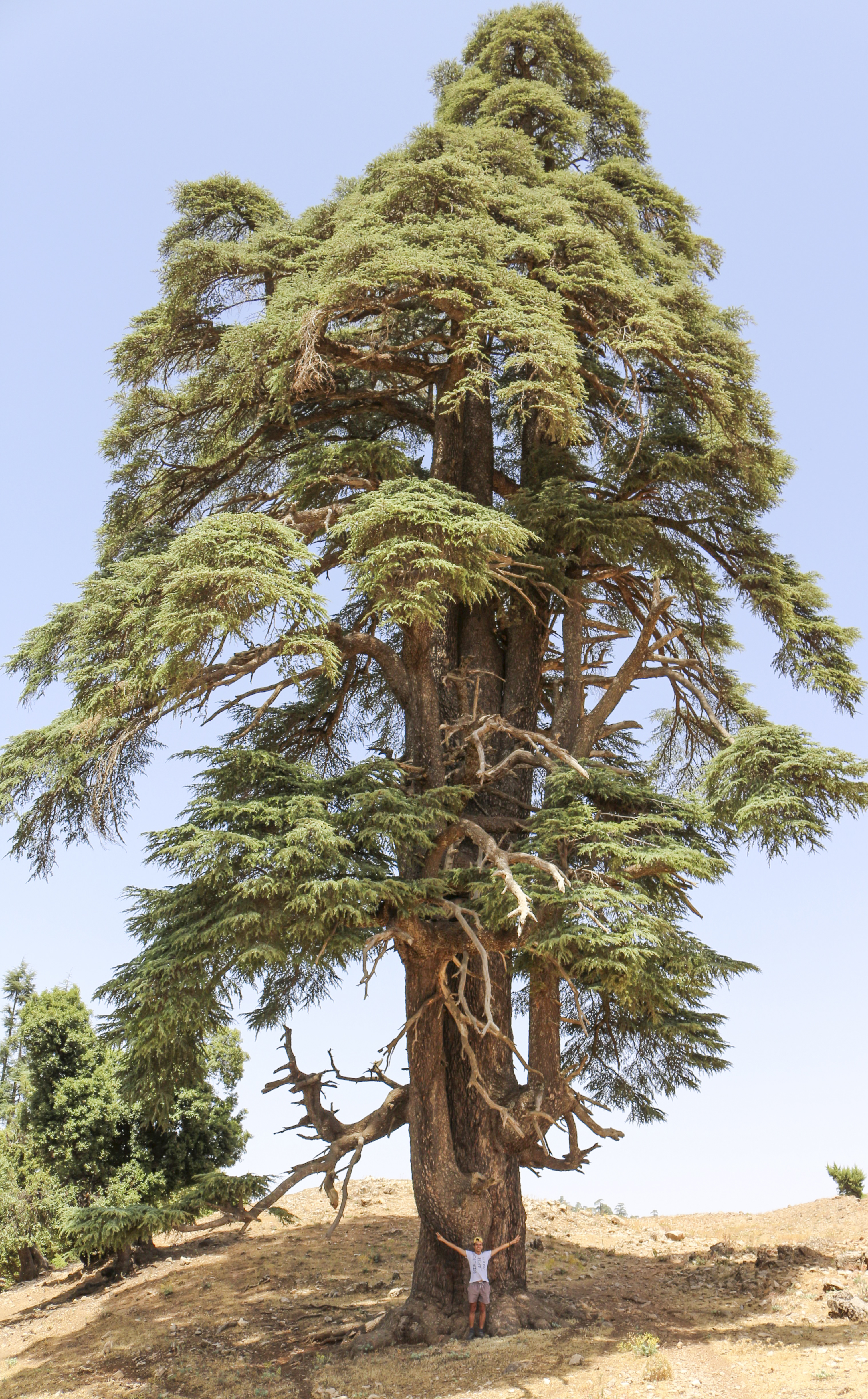
حجم شجرة أرز مقارنة بحجم الإنسان، من منطقة ويوان بالمغرب

يتراوح طول شجرة الأرز بين 30 و45 مترا، في حين يتراوح قطرها بين متر ومترين، وهي مشابهة للأرز اللبناني. تتميز أخشابها برائحتها العطرية، ولديها لحاء سميك وفروع عريضة، أما أوراقها الإبرية الخضراء فتتراوح بين 10- 25 ملم. تعرف بقدرتها على مقاومة الأمراض والآفات عن طريق إنتاج براعم بديلة عن البراعم المصابة، وتعيش هذه الشجرة حوالي 1000 عام، وقد تصل أحيانا إلى 3000 عام. كما تنتج هذه الأشجار ثمارا مخروطية الشكل تسمى كوز الأرز. [بحاجة لمصدر]

## الانتشار

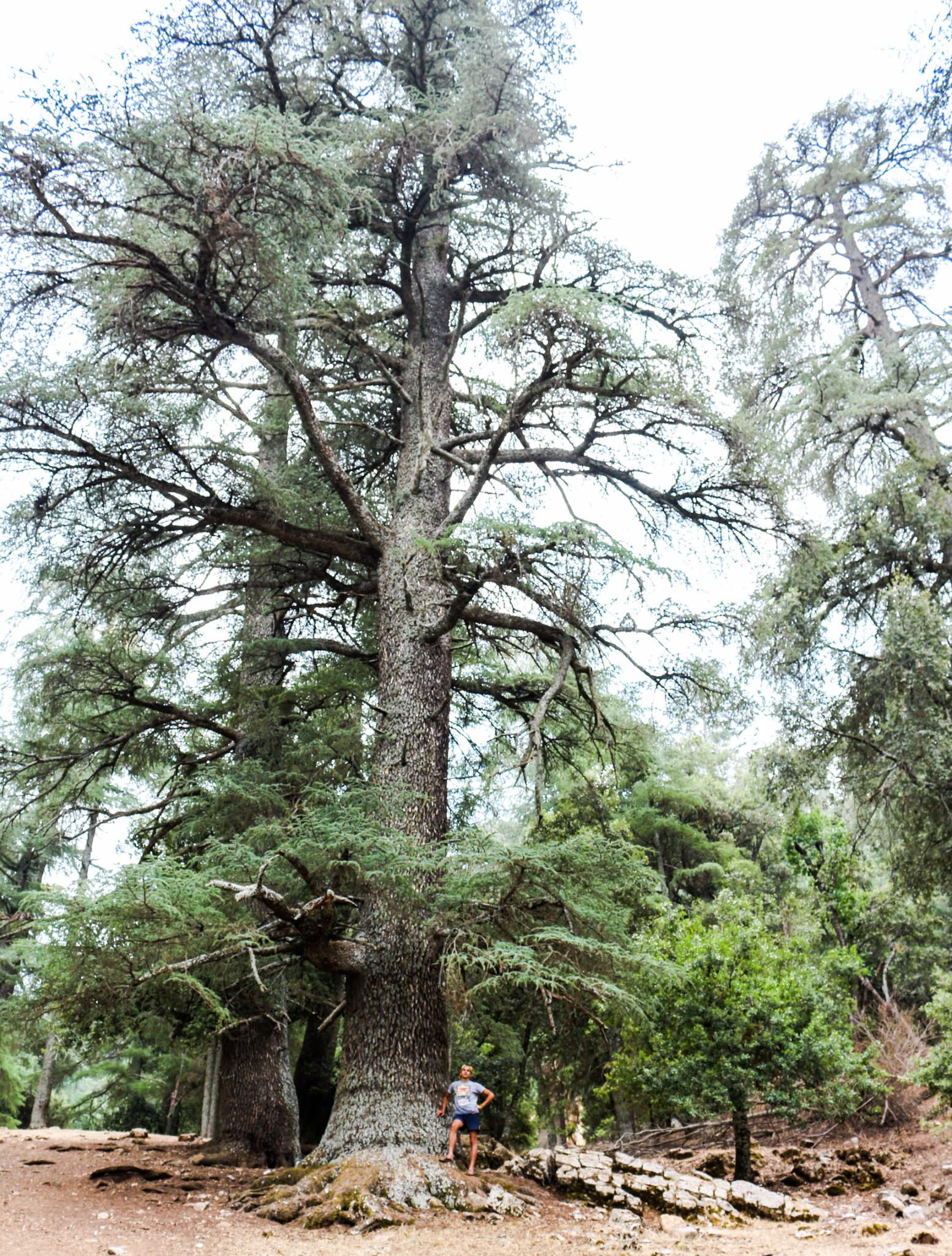
شجرة أرز أطلسي نواحي مدنية خنيفرة

### المغرب
يمتلك المغرب المساحة الأكبر من شجرة الأرز الأطلسي، بمعدل 134 ألف هكتار. تنتشر بسلسلة جبال الأطلس المتوسط، وذلك على شكل غابات نقية، أو مختلطة مع أصناف أخرى، خاصة البلوط الأخضر. 

### الجزائر
عرفت شجرة الأرز تراجعا ملحوظا في الجزائر خلال العقود الأخيرة، حيث أضحت تنتشر بالأطلس التَلي الممتد بشكل طولي من الغرب نحو الشرق، بشكل أكبر في جبال البابور وجبال جرجرة والونشريس وجبال زكار، كما تنتشر على قمم جبال الأطلس الصحراوي خاصة جبال الأوراس.

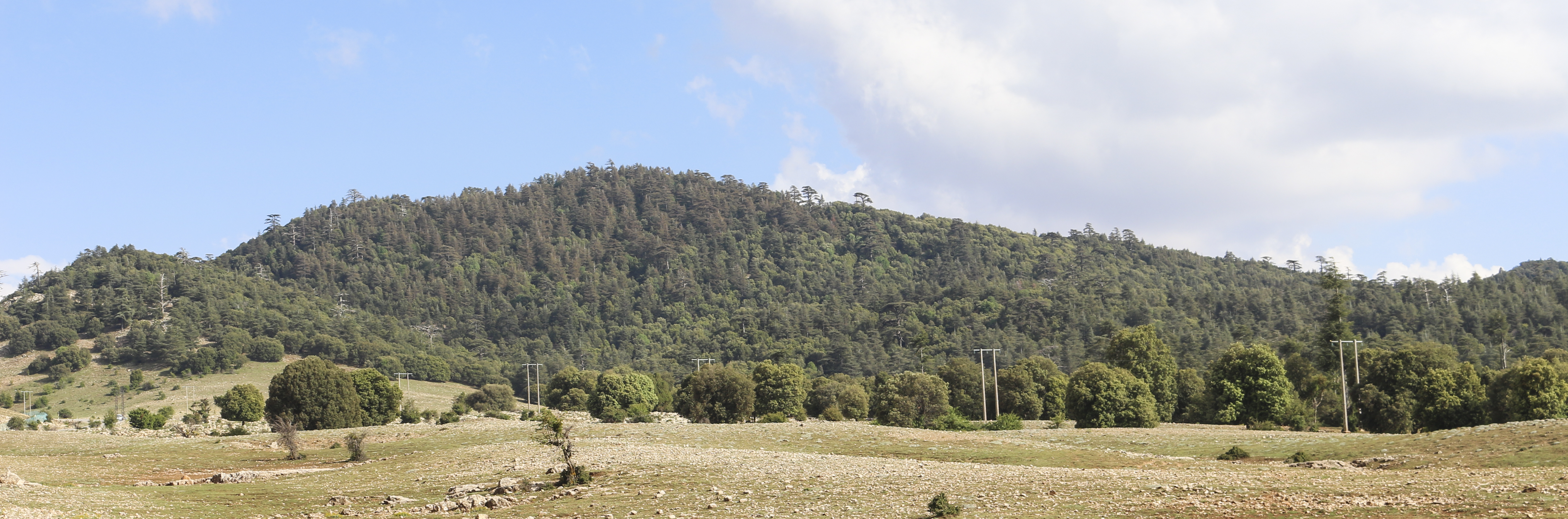
خليط بين الأرز الأطلسي وأشجار السنديان بمنطقة ميشليفن

## البيئة
توفر غابات الأرز موئلا حيويا غنيا للكثير من الكائنات الحية، أشهرها قردة النسناس البربري، وهو صنف من قردة المكاك التي تستوطن منطقة شمال إفريقيا، وتتغدى أساسا على ثمار شجرة الأرز المخروطية، كما تعد هذه الغابات موطنا للوشق، وإبن أوى، والذئاب الإفريقية، والأيل البربري، وغيرها من الثديات التي يعتبر جلها مهددا بالإنقراض، كما كانت هذه الغابات موطنا للأسود والنمور الأطلسية.

## شجرة أرز غورو
توجد قرب مدينة أزرو شجرة أرز أطلسية معمرة تعرف بـ أرز ڭورو، هي الأقدم في المغرب بسن يناهز الثمان قرون. رغم موت الشجرة بسبب السن، إلا أنها ما تزال قائمة. لقبت هذه الشجرة باسم أرز ڭورو على اسم الجنرال الفرنسي الذي عين على هذه المنطقة خلال فترة الاستعمار الفرنسي للمغرب، وهو الجنرال هنري جوزيف أوجين ڭورو. أما عن سبب التسمية، فهنا حكاية تقول أن الشجرة سميت بهذا الإسم لأنها تشبه الجنرال الذي كان يملك حينها يدا واحدة، بحيث يتفرع عن الشجرة فرع واحد كبير، في حين تشير الحكاية الثانية أن الجنرال كان يحب زيارة هذه الشجرة والاستمتاع بظلها، فسميت على اسمه.

## الإستعمالات
- خشب الأرز: يعتبر خشب الأرز الأطلسي من بين أكثر أنواع الخشب جودة وقيمة، حيث تطلق عليه تسمية الذهب الأخضر، نظرا لأثمنته المرتفعة. [بحاجة لمصدر]
- زيت خشب الأرز: يتم استخراج زيت شجرة الأرز من أشجار الأرز، هي زيوت متعددة الإستعمالات، ذات قيمة اقتصادية عالية ورائحة جيدة [11]
- السياحة: توفر أشجار الأرز الظل للمصطافين، نظرا لحجمها الكبير وغزارة أوراقها، ودوام خضرتها، كما توفر رائحة زكية، وجمالية للزوار.[بحاجة لمصدر]
- الأدوية ومستحضرات التجميل: تستخرج من شجرة الأرز العديد من الأدوية ومستحضرات التجميل الطبيعية، التي تعالج الكثير من الأمراض[12]
- التحنيط والبناء: كان الأرز هو الشجرة المفضلة عند الحضارات القديمة بالحوض الأبيض المتوسط، حيث استخدمها الفراعنة كعنصر أساسي في عملية التحنيط، في حين استخدمت من أجل البناء في حضارات بلاد الرافدين[بحاجة لمصدر]

## الأخطار
تراجعت غابات الأرز الأطلسي بحوالي 75% خلال العقود الأخيرة، ما جعلها تصنف ضمن القائمة الحمراء للأنواع المهددة بالانقراض، الصادرة عن الاتحاد الدولي لحماية البيئة. ومن أبرز الأخطار التي تهدد شجرة الارز الأطلسي نجد:
- الرعي الجائر: شهدت جبال الأطلس تزايدا كبيرا في قطاعان الماشية، ما يؤثر سلبا على تجدد أشجار الأرز، حيث تعمل الماشية بحوافرها على تدمير الحبوب والبراعم، وأكل الشتلات الصغيرة[7]
- الملكية العقارية: تشهد العديد من المناطق الجبلية، خاصة في المغرب إنشاء مشاريع سياحية وطنية وأجنبية كبيرة على حساب الأراضي الرعوية السلالية، ما يدفع الرعاة إلى الإكتفاء بالغابة في نشاطهم وبالتالي الضغط على الغابة [9]
- قردة النسناس: تأثرت قردة النسناس بالرعي الجائر أيضا، حيث لم تعد تجد ما يكفي من ألأعشاب والحشائش التي توفر لها بعض المواد الأساسية للنوم، وبالتالي أصبحت تعوض النقص في هذه المواد عن طريق أكل لحاء أشجار الأرز، ما يجعل هذه الأشجار عرضة للتلف.[13]
- قطع الأشجار: تعرف غابات الأرز استغلالا مكثفا لأشجارها (قطع الأشجار) بشكل قانون وغير قانوني من أجل إنتاج الخشب ذو القيمة المادية المرتفعة. [14]
- التغيرات المناخية: تتسبب التغيرات المناخية في تراجع كثافة غابات الأرز الأطلسي بسبب توالي سنوات الجفاف وضعف نسبة التساقطات المطرية والثلجية، وارتفاع درجات الحرارة.[15]
- السياحة: كثافة المشاريع السياحة وعدم استدامتها يهدد سلامة شجرة الأرز الأطلسي، حيث تستهلك بعض المنتجعات السياحية والملاعب والمركبات الترفيهية كميات كبيرة من المياه، ما يُضعف من الفرشة المائية.[16]
- الحرائق: تدمر الحرائق سنويا هكتارات من شجرة الأرز في المغرب والجزائر.[17]

## الحماية
في الجزائر تم اتخاذ قرار تشجير مليون شجرة أرز أطلسي، أي ما يعادل 1000 هكتار في أفق سنة 2024، كما يتم في المغرب تنظيم حملات تشجير منظمة برعاية المندوبية السامية للمياه والغابات، إضافة إلى تشييد مشاتل خاصة بإنتائج الشتائل وتطوير البحث المتعلق بهذا الأمر. بالإضافة إلى تهيئة الغابة من أجل ضمان توصل الأشجار بالشمش والتغذية الكافيتين للنمو السليم. هذا بالإضافة إلى التحسيس بأهمية شجرة الأرز، وخلق أنشطة موازية مستدامة بديلة للساكنة، وتشييد المنتزهات الوطنية لحمياة هذه الشجرة.

## معرض الصور

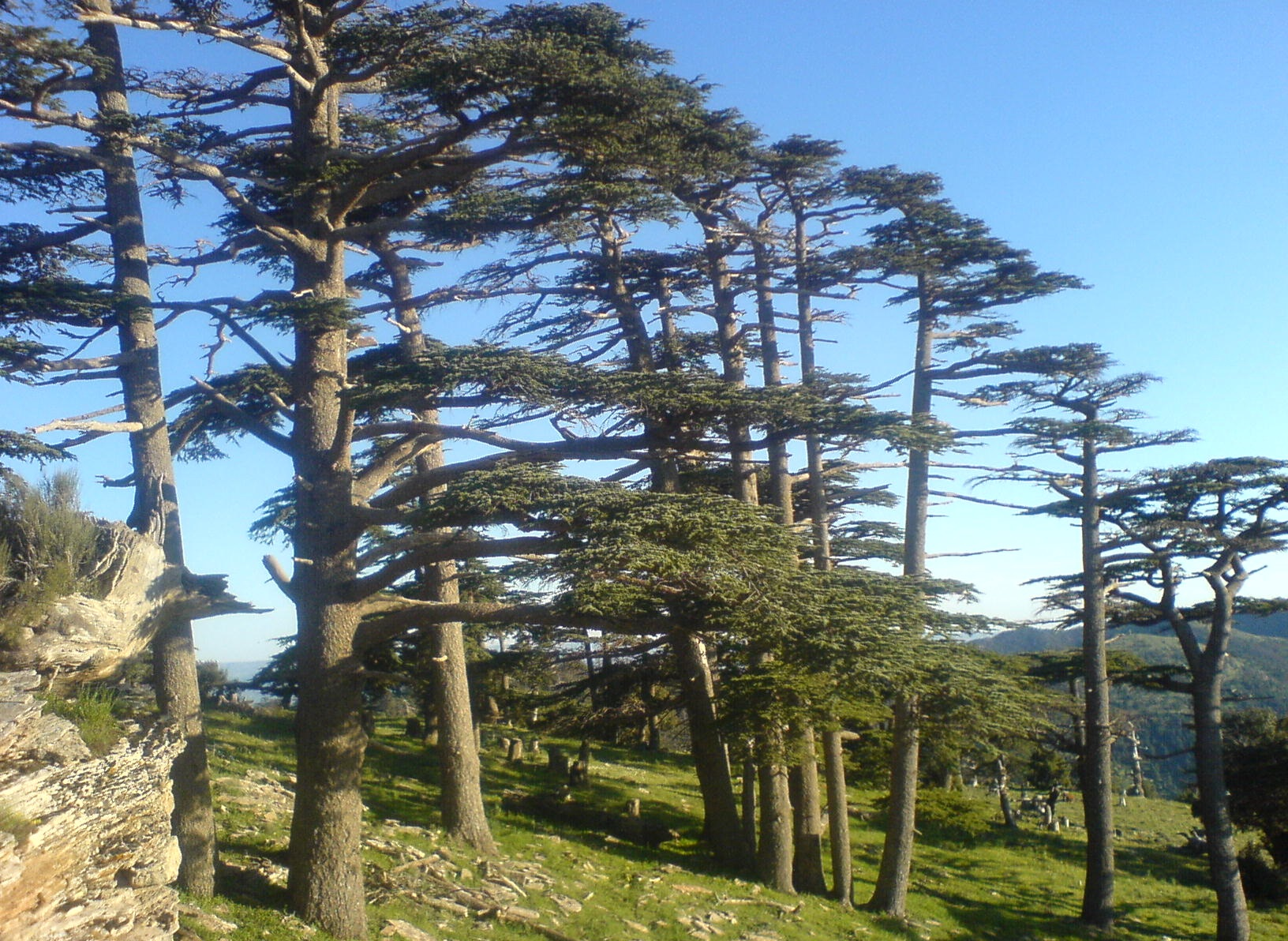
أشجار الأرز بمنطقة إفران
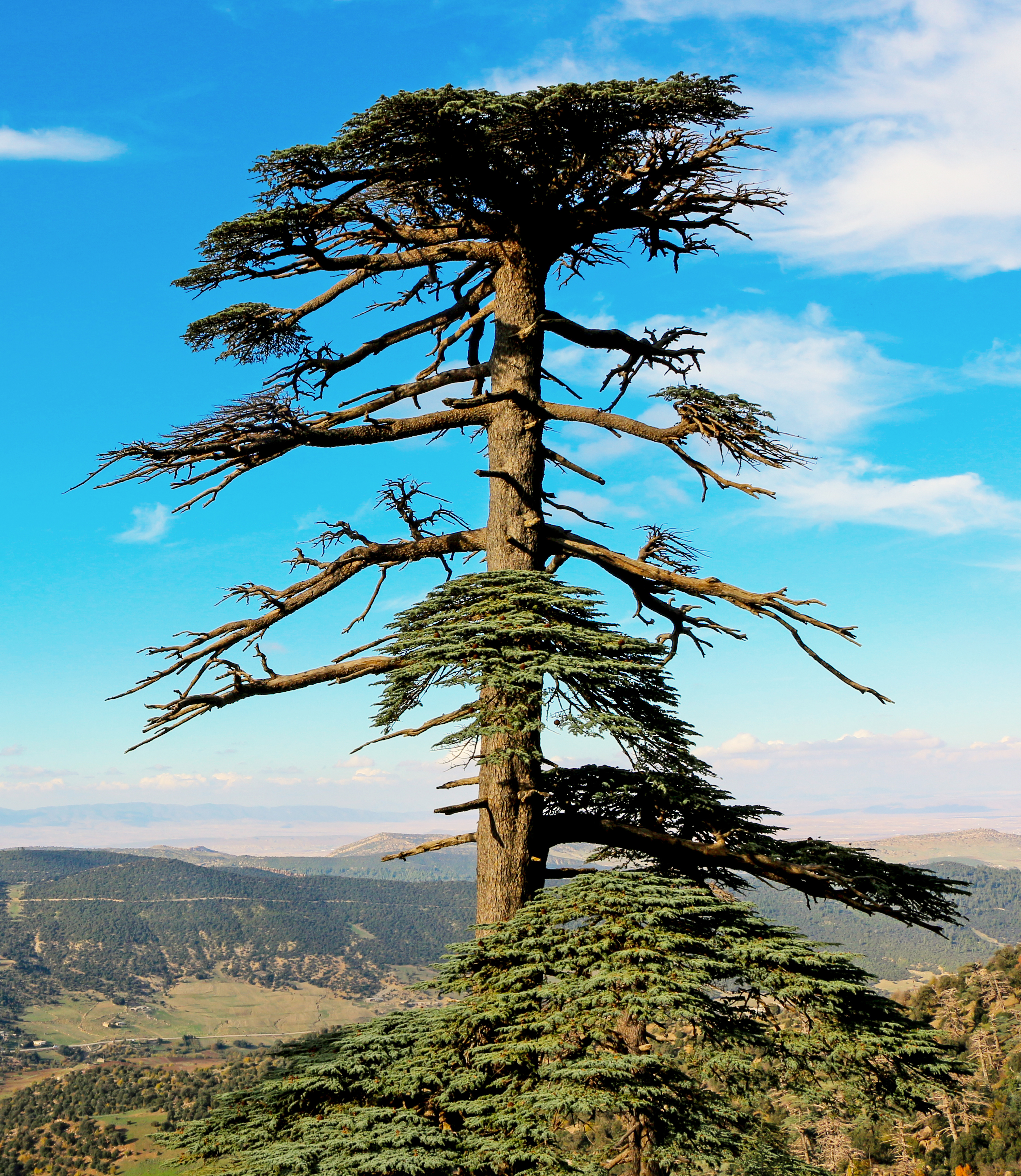
شجرة أرز من الجزائر
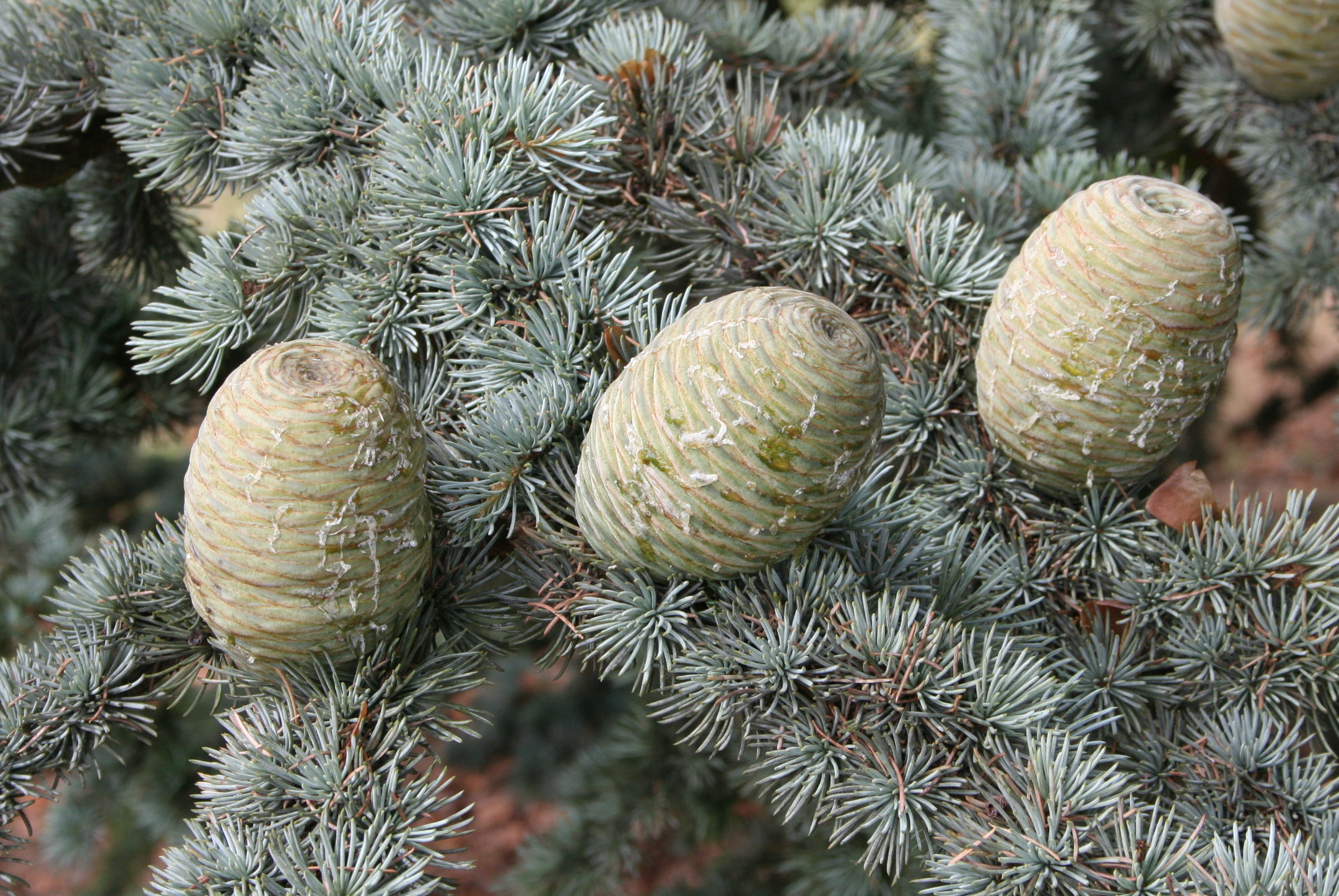
ثمار شجرة الأرز الأطلسي
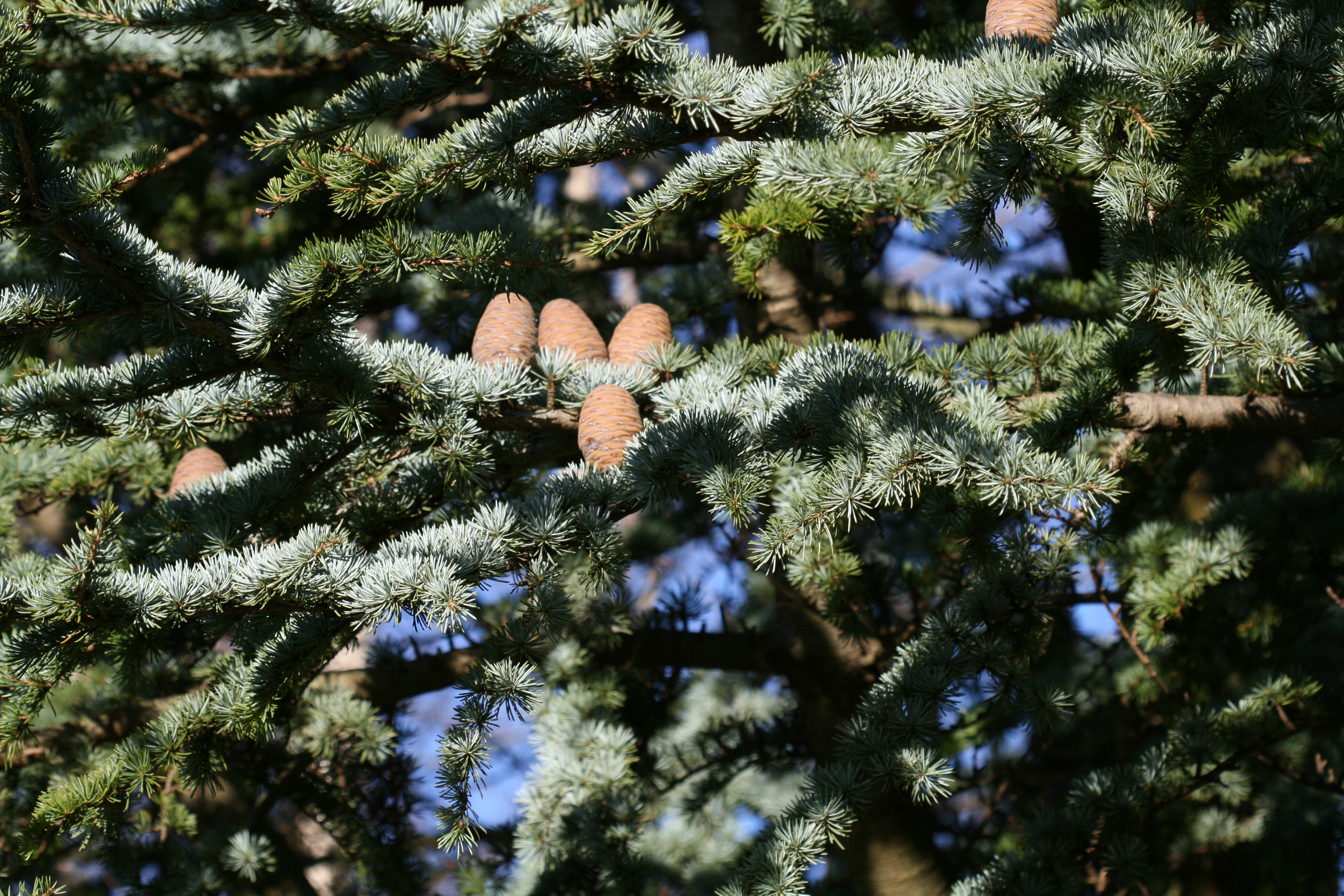
ثمار شجرة الأرز الأطلسي
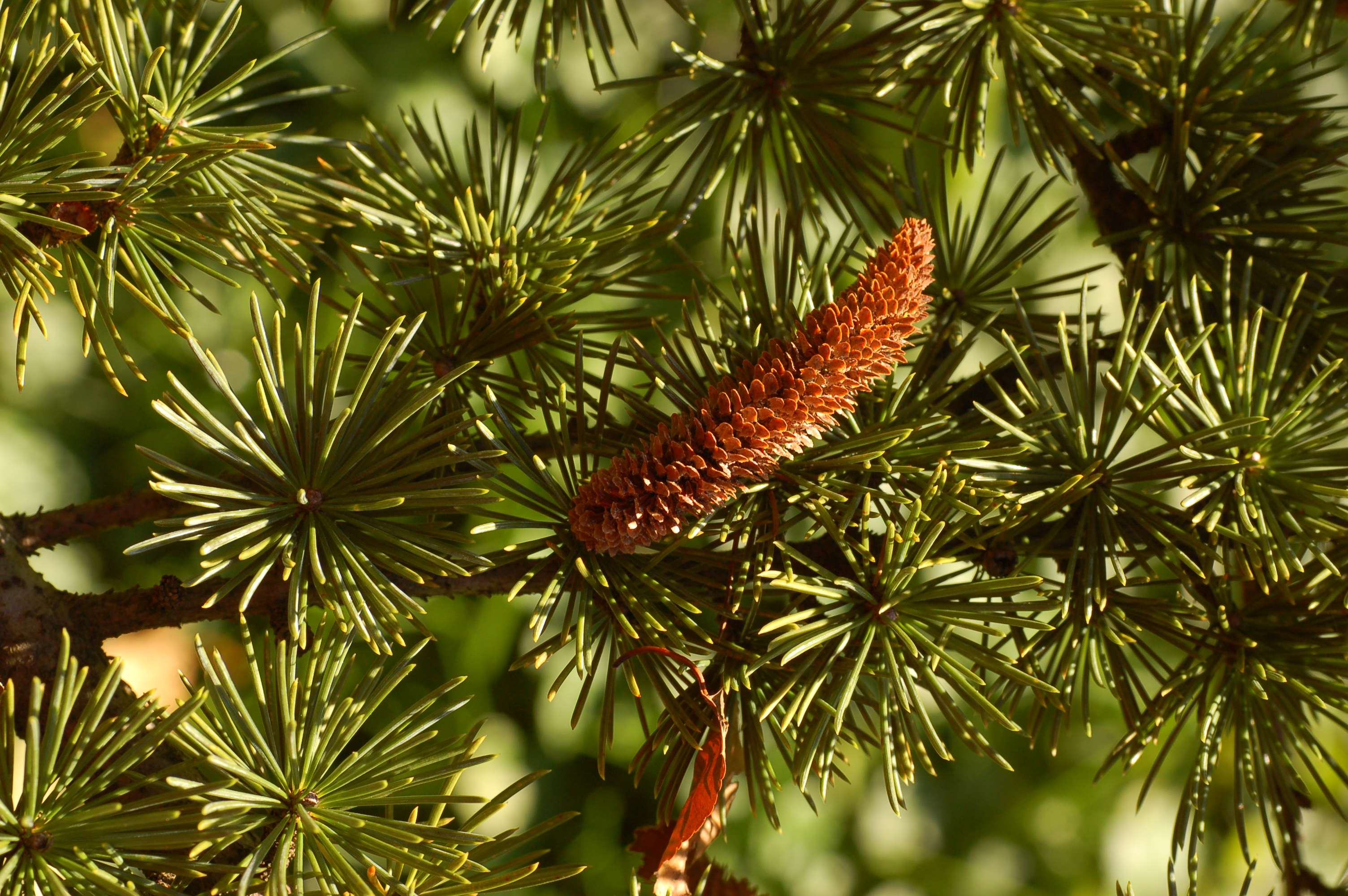
الأوراق الإبرية لشجرة الأرز الأطلسي
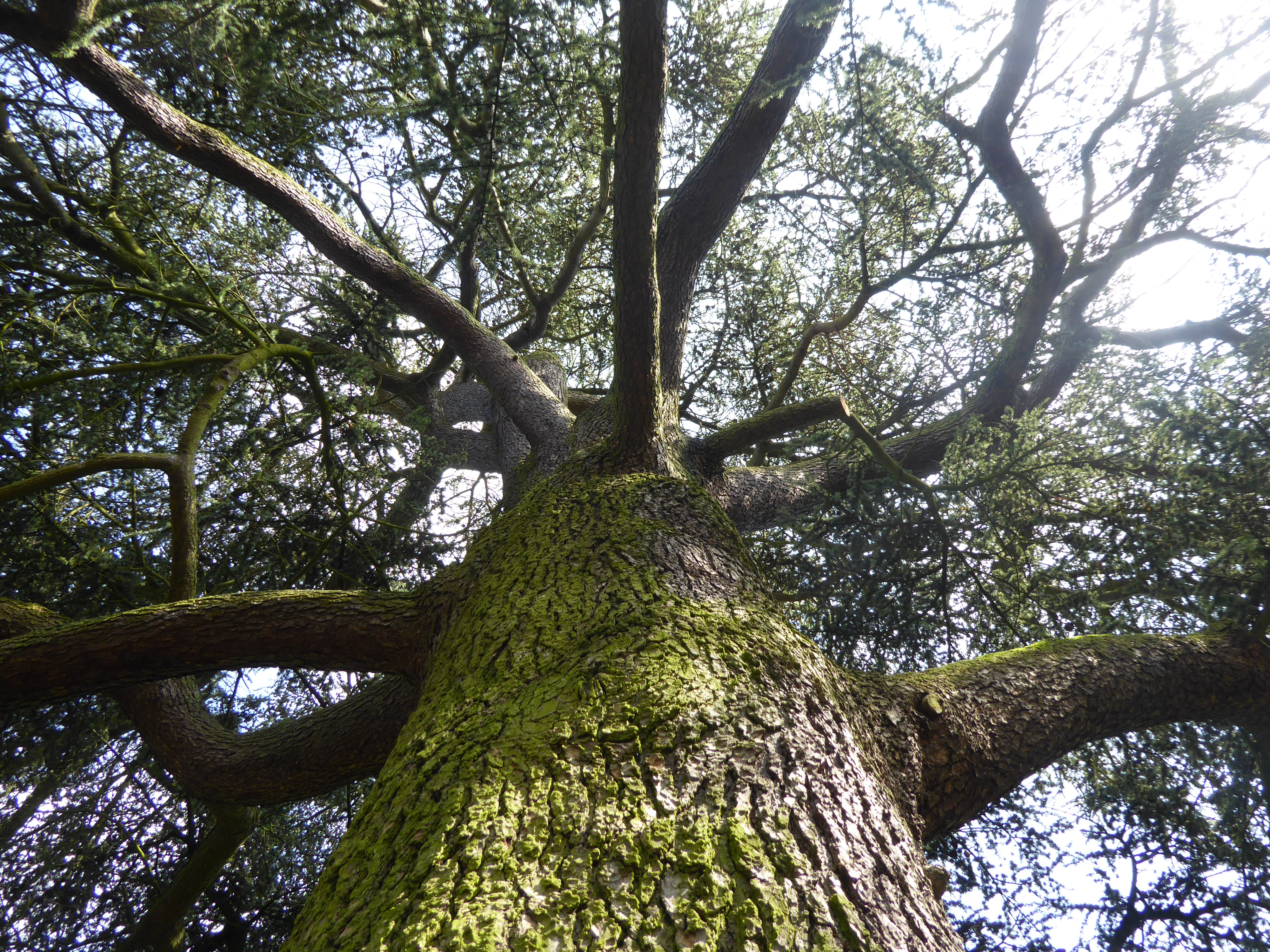
جذع شجرة أرز أطلسي
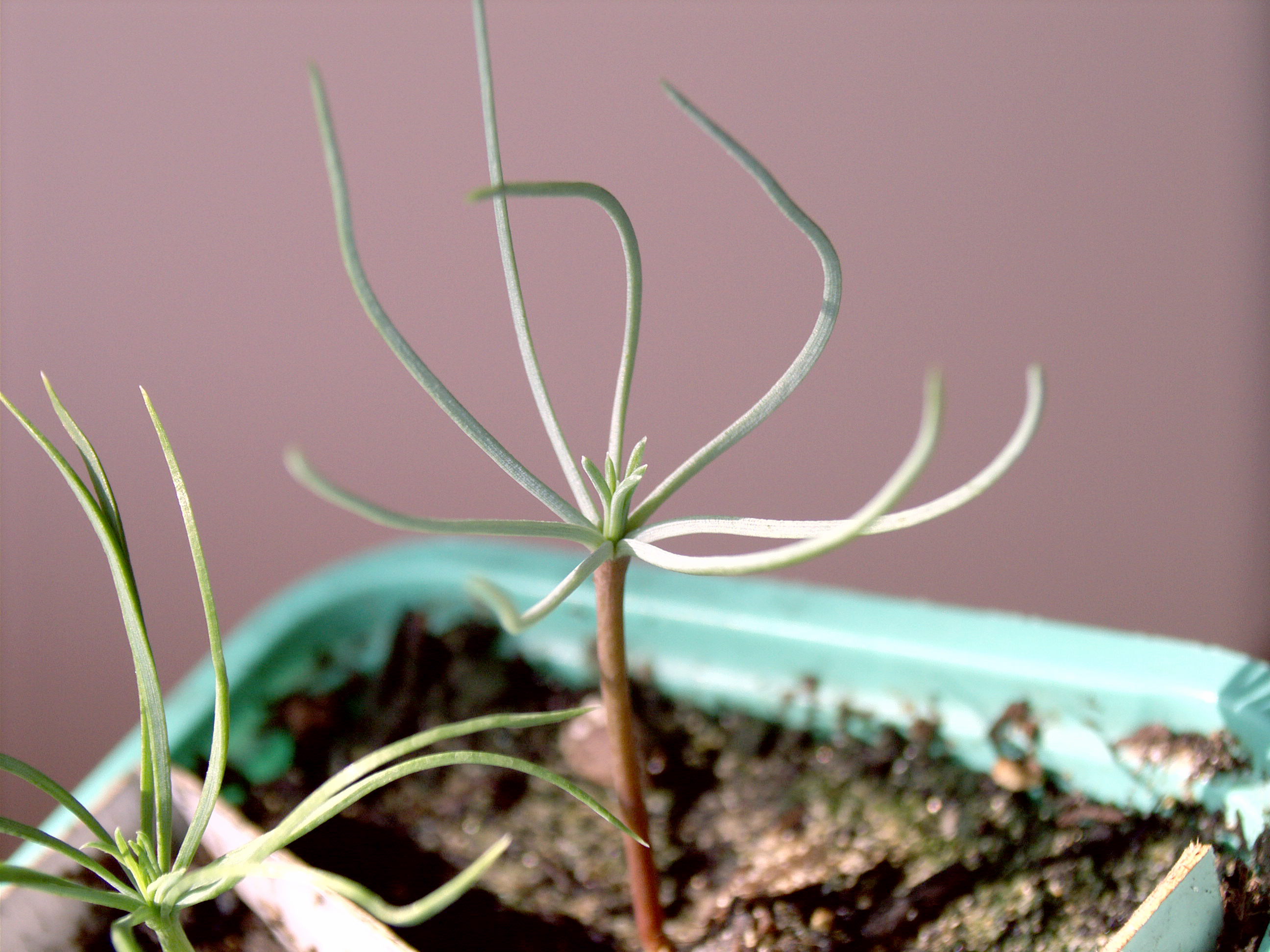
شتلات الأرز الأطلسي
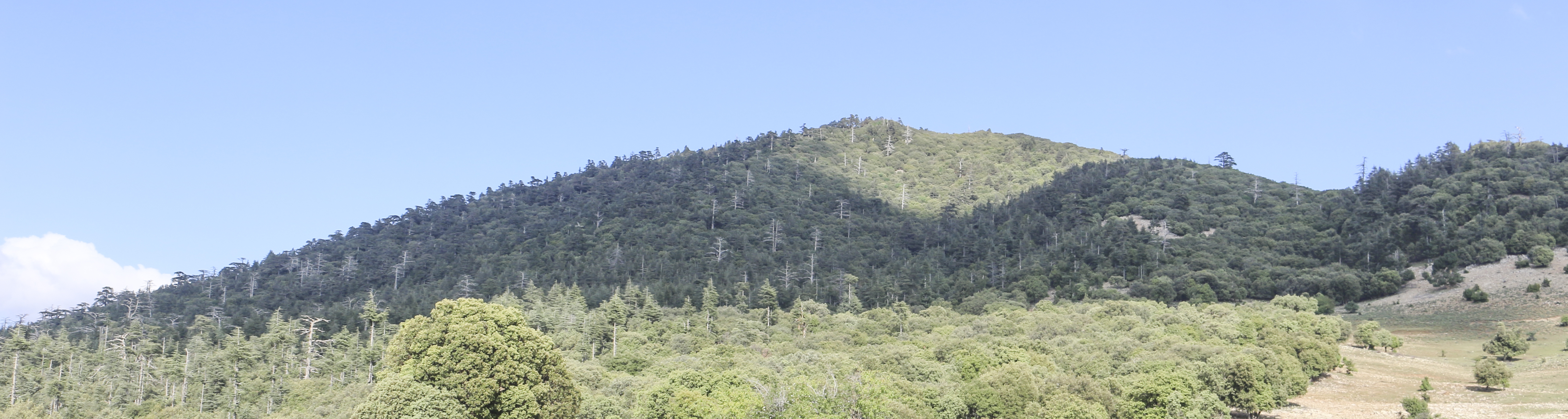
مشهد لخليط أشجار الارز الأطلسي والسنديان بغالة ميشليفن.
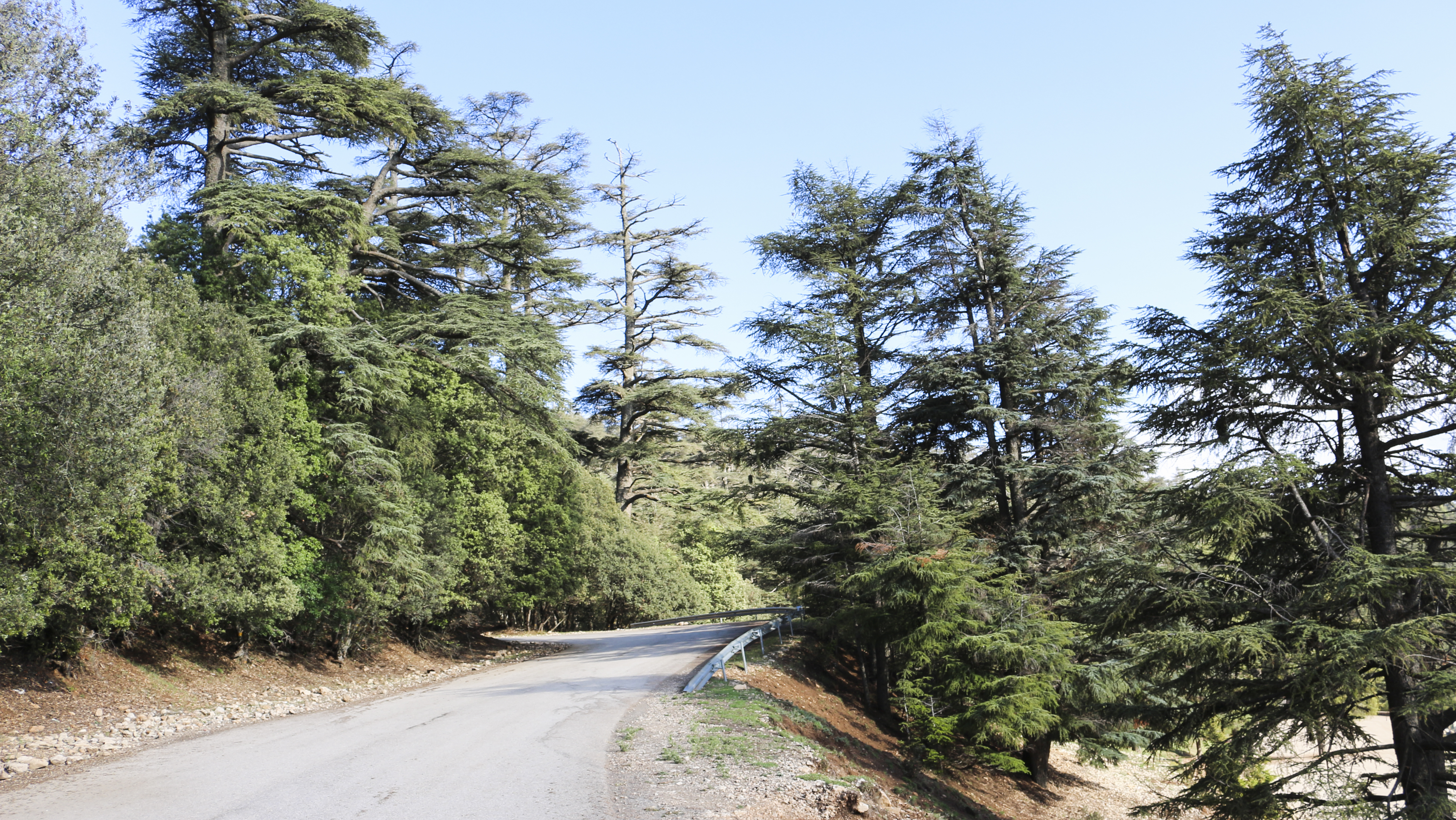
مشهد لخليط أشجار الارز الأطلسي والسنديان بغالة ميشليفن.